# جک (تکن)
جک (به ژاپنی: ジャック Jakku) یک شخصیت ساختگی در سری بازی مبارزه‌ای تکن است و اولین بار در تکن معرفی شد. این شخصیت یک اندروید است که ابتدا تحت نام «جک» در بازی ویدئویی اصلی تکن معرفی شد. در بازی‌های بعدی تکن دارای یک مدل ارتقاء یافته با نامی متفاوت است، به‌استثناء تکن ۴، که در آن هیچ‌گونه ظاهری ایفا نمی‌کند.

## تاریخچه و داستان
اولین ربات مدل جک در اتحاد جماهیر شوروی سابق توسط دکتر بوسکونوویچ ساخته شد و به عنوان یک ماشین کشتار بی رحم طراحی شد. ارتش روسیه از برنامه های کازویا میشیما برای یک کودتای جهانی مطلع شد و جک را به مسابقات اعزام کرد. او را از بین ببرید.
جک اصلی ماموریت خود را برای کشتن کازویا کامل نکرد. او متعاقباً با مدارهای هوش مصنوعی بهبود یافته ارتقاء یافت و به جک-۲ تغییر نام داد.
در یک ماموریت جنگ میکروبی، جک-۲ هدف خود را رها کرد وقتی با دختری جوان آلوده برخورد کرد (که سیستم وی باید او را شناسایی می کرد. به عنوان یک شورشی دشمن). او از درگیری فرار کرد و دختر جین را با خود برد. ارتش روسیه فرار جک-۲ را از مردم دور نگه داشت و برای یافتن او به تکاپو افتاد. در همین حال، جک- وارد مسابقات پادشاه مشت آهنین ۲ شد تا دکتر بوسکونوویچ، خالق خود را از آزاد کند. میشیما زایباتسو تا دانشمند بتواند از او انسان بسازد.